# Atletismo nos Jogos Olímpicos de Verão de 2024 - 100 m masculino

Vídeo Oficial

A competição dos 100 metros masculino do atletismo nos Jogos Olímpicos de Verão de 2024 ocorreu em 3 e 4 de agosto de 2024 no Stade de France, em Paris.
Noah Lyles ganhou a medalha de ouro, estabelecendo um novo recorde pessoal nos 100 m e dando aos Estados Unidos sua primeira vitória no evento desde 2004. O jamaicano Kishane Thompson terminou em segundo, levando a medalha de prata. O tempo vencedor de 9,79 foi alcançado por Lyles e Thompson, mas Lyles cruzou a linha cinco milésimos de segundo mais rápido para levar o ouro. O companheiro de equipe de Lyles, Fred Kerley, terminou em terceiro com 9,81, ganhando o bronze.

## Resumo
Esta foi a trigésima vez que os 100 metros masculinos foram disputados nas Olimpíadas de Verão. Curiosamente, a final contou com seis homens que haviam registrado os 25 melhores recordes de todos os tempos nos 100 m, tornando esta final uma das mais disputadas da história, já que a diferença entre o homem mais rápido Fred Kerley (9s76) e o mais lento Kenny Bednarek (9s87) foi de apenas 0s11. Pela primeira vez na história dos 100 m, a final foi disputada por oito homens que correram em menos de 10 segundos nas semifinais. De fato, 12 dos 27 semifinalistas correram em menos de 10 segundos, com a diferença entre o 8º colocado, Kenny Bednarek, e o 12º colocado, Andre De Grasse, sendo de apenas 0s05.
Noah Lyles chegou em 1º lugar, 0s005 à frente do 2º colocado Kishane Thompson, marcando possivelmente uma das finais de 1–2 mais próximas na história dos 100 metros olímpicos. Ambos registraram tempos de 9s79; no entanto, o tempo de Lyles foi 9s784, enquanto o tempo de Thompson foi 9s789. Lyles teve um começo lento e, até a marca dos 85 metros, estava fora da disputa por medalhas. Thompson esteve à frente durante toda a corrida até os últimos centímetros, quando Lyles passou.
Durante a final, Kishane Thompson estava na raia 4 como o mais rápido da classificação, com um tempo de 9s80 (ele também foi o homem mais rápido do mundo neste ano). As raias 6 e 7 continham Oblique Seville e Noah Lyles, respectivamente. Esses dois homens competiram em uma das semifinais, com Seville superando Lyles com um tempo de 9s81 contra 9s83 de Lyles. Fred Kerley, que ganhou a prata nas Olimpíadas de 2020, ficou na raia 3 como o quarto mais rápido na classificação, com um tempo de 9s84.
Os colocados do 5º ao 8º lugar tiveram os tempos mais rápidos da história para seus respectivos lugares. A diferença de tempo entre o 1º e o 8º lugar foi de apenas 0s12, o que representa a corrida de 100 m mais próxima e mais rápida da história, e a primeira vez na história que todo o grupo quebrou a barreira dos 10 segundos em uma corrida competitiva.
Fred Kerley terminou com o melhor tempo da temporada, ficando em 3º lugar, apenas 0s01 à frente de Akani Simbine, que estabeleceu um novo recorde nacional para a África do Sul com um tempo de 9s82, melhorando seu tempo nas Olimpíadas de Tóquio, onde também terminou na quarta posição. Marcell Jacobs, medalhista de ouro nos 100 metros olímpicos de 2020, terminou em 5º lugar com um tempo de 9s85, que também foi seu melhor tempo da temporada. Em 6º lugar ficou Letsile Tebogo (que obteve a melhor marca da história dos 300 metros em fevereiro), que também estabeleceu um recorde nacional para Botsuana com o tempo de 9s86.
O tempo de Kerley de 9s81 também foi o tempo mais rápido da história para qualquer homem que não terminou em 1º/2º lugar em uma final ou não venceu a corrida semifinal. Notavelmente ausente na final estava Ferdinand Omanyala, que havia estabelecido o segundo tempo mais rápido de 2024 apenas 6 semanas antes, em junho.
Os seis melhores tempos alcançados garantiriam ouro, prata ou bronze em todas as corridas olímpicas de 100 m anteriores (exceto em 2012). Na verdade, o tempo de 9s86 de Letsile Tebogo, 6º colocado, teria conquistado a prata em todas as Olimpíadas de 100 m, exceto em 2012 e 2020.

## Histórico
Os 100 metros masculinos estão presentes no programa de atletismo olímpico desde os 1896. É a corrida de 100 metros mais prestigiada em nível de elite e é a competição de corrida de velocidade mais curta nas Olimpíadas — uma posição que ocupou em todas as edições, exceto por um breve período entre 1900 e 1904, quando os 60 metros masculinos foram disputados.
A temporada de 2024 começou lentamente, literalmente. O melhor tempo do mundo em abril foi de 9s93 pelo corredor americano de 17 anos do ensino médio Christian Miller, enquanto corridas de elite como a Diamond League estavam sendo vencidas em tempos mais lentos do que 10 segundos. Em junho, os tempos ficaram rápidos de repente. Os líderes da temporada foram Kishane Thompson com 9s77, Ferdinand Omanyala 9s79, o atual campeão mundial Noah Lyles 9s80 e Oblique Seville 9s82. Todos os atletas do pódio de três anos antes retornaram, o atual campeão Marcell Jacobs, Fred Kerley e Andre De Grasse.
| Tipo                | Atleta                 | Tempo (s) | Local                | Data                 |
| ------------------- | ---------------------- | --------- | -------------------- | -------------------- |
| Recorde mundial     | Usain Bolt (JAM)       | 9,58      | Berlim, Alemanha     | 16 de agosto de 2009 |
| Recorde olímpico    | Usain Bolt (JAM)       | 9,63      | Londres, Reino Unido | 5 de agosto de 2012  |
| Melhor marca do ano | Kishane Thompson (JAM) | 9,77      | Kingston, Jamaica    | 28 de junho de 2024  |

| Área                               | Atleta                   | Tempo (s) |
| ---------------------------------- | ------------------------ | --------- |
| África                             | Ferdinand Omanyala (KEN) | 9,77      |
| Ásia                               | Su Bingtian (CHN)        | 9,83      |
| Europa                             | Marcell Jacobs (ITA)     | 9,80      |
| América do Norte, Central e Caribe | Usain Bolt (JAM)         | 9,58      |
| Oceania                            | Patrick Johnson (AUS)    | 9,93      |
| América do Sul                     | Felipe Bardi (BRA)       | 9,96      |

## Formato
O evento continuou a usar o formato de preliminares mais três rodadas principais introduzido em 2012. Os atletas que não atendiam ao padrão de qualificação (ou seja, eram inscritos por meio de vagas universais) competiam nas preliminares; aqueles que atendiam ao padrão começavam na primeira rodada. Os 100 metros não usaram as novas rodadas de repescagem introduzidas para outras corridas em 2024, pois já havia quatro rodadas devido às preliminares.
Para a rodada preliminar, os dois primeiros em cada uma das seis baterias mais os próximos quatro mais rápidos no geral avançaram para a primeira rodada, juntando-se aos já classificados. Na primeira rodada, os três primeiros em cada uma das oito baterias mais os próximos três mais rápidos no geral avançaram para as semifinais (totalizando 27 semifinalistas no geral). Os dois primeiros em cada uma das três semifinais, além dos dois próximos mais rápidos no geral, foram os oito finalistas.

## Resultados

### Preliminares
A rodada preliminar foi realizada em 3 de agosto, começando às 10:35 (UTC+2) da manhã.
Ao contrário de outros eventos de 200 metros a 1500 metros, nenhuma rodada de repescagem foi incluída nos 100 metros. Em vez disso, uma rodada preliminar para atletas com tempos de qualificação mais lentos precedeu a primeira rodada. Os 56 atletas que se classicaram por terem atingido o índice olímpico ou pelo ranking pularam esta rodada. Apenas os 46 atletas inscritos por universalidade ou vagas por convite competiram.
Regras de qualificação: Os dois primeiros em cada bateria (Q) e os quatro melhores atletas restantes (q) avançavam para a primeira rodada.

#### Bateria 1
| Pos.   | Raia   | Atleta                | CON                | Tempo           | Notas            |
| ------ | ------ | --------------------- | ------------------ | --------------- | ---------------- |
| 1      | 2      | Ebrahima Camara       | GAM Gâmbia         | 10,29           | Q                |
| 2      | 3      | Muhd Azeem Fahmi      | MAS Malásia        | 10,42           | Q                |
| 3      | 4      | Marc Brian Louis      | SGP Singapura      | 10,43           | q                |
| 4      | 5      | Sha Mahmood Noor Zahi | AFG Afeganistão    | 10,64           | Recorde nacional |
| 5      | 6      | Seco Camara           | GBS Guiné-Bissau   | 10,76           |                  |
| 6      | 7      | William Reed          | MHL Ilhas Marshall | 11,29           | Recorde pessoal  |
| 7      | 8      | Karalo Maibuca        | TUV Tuvalu         | 11,30           | Recorde nacional |
| Fonte: | Fonte: | Fonte:                | Fonte:             | Vento: +0,6 m/s | Vento: +0,6 m/s  |

#### Bateria 2
| Pos.   | Raia   | Atleta             | CON                           | Tempo           | Notas           |
| ------ | ------ | ------------------ | ----------------------------- | --------------- | --------------- |
| 1      | 2      | Davonte Howell     | CAY Ilhas Cayman              | 10,31           | Q               |
| 2      | 4      | Sibusiso Matsenjwa | SWZ Essuatíni                 | 10,39           | Q               |
| 3      | 6      | Didier Kiki        | BEN Benim                     | 10,76 (0,755)   |                 |
| 4      | 5      | Hervé Toumandji    | CAF República Centro-Africana | 10,76 (0,760)   |                 |
| 5      | 7      | Kenaz Kaniwete     | KIR Kiribati                  | 11,29           | Recorde pessoal |
| 6      | 8      | Darko Pešić        | MNE Montenegro                | 11,85           |                 |
| —      | 3      | Steven Sabino      | MOZ Moçambique                | DQ              | TR 16.8         |
| Fonte: | Fonte: | Fonte:             | Fonte:                        | Vento: -0,3 m/s | Vento: -0,3 m/s |

#### Bateria 3
| Pos.   | Raia   | Atleta           | CON             | Tempo           | Notas            |
| ------ | ------ | ---------------- | --------------- | --------------- | ---------------- |
| 1      | 2      | Noa Bibi         | MRI Maurício    | 10,27           | Q                |
| 2      | 5      | Franko Burraj    | ALB Albânia     | 10,60 (0,596)   | Q,               |
| 3      | 4      | Favoris Muzrapov | TJK Tajiquistão | 10,60 (0,597)   |                  |
| 4      | 3      | Diu Chun Hei     | HKG Hong Kong   | 10,62           |                  |
| 5      | 6      | Melique García   | HON Honduras    | 10,76           |                  |
| 6      | 7      | Rija Gardiner    | MAD Madagascar  | 10,82           | Recorde pessoal  |
| 7      | 9      | Manuel Ataide    | TLS Timor-Leste | 11,35           | Recorde nacional |
| 8      | 8      | Samer Al-Yafaee  | YEM Iêmen       | 11,54           | Recorde pessoal  |
| Fonte: | Fonte: | Fonte:           | Fonte:          | Vento: +0,1 m/s | Vento: +0,1 m/s  |

#### Bateria 4
| Pos.   | Raia   | Atleta              | CON                                 | Tempo           | Notas                |
| ------ | ------ | ------------------- | ----------------------------------- | --------------- | -------------------- |
| 1      | 2      | Christopher Borzor  | HAI Haiti                           | 10,26           | Q                    |
| 2      | 4      | Marcos Santos       | ANG Angola                          | 10,31           | Q,                   |
| 3      | 3      | Hachim Maaroufou    | COM Comores                         | 10,44           | q                    |
| 4      | 9      | Taha Hussein Yaseen | IRQ Iraque                          | 10,51           | q,                   |
| 5      | 5      | Ibadulla Adam       | MDV Maldivas                        | 10,55           | Recorde pessoal      |
| 6      | 6      | Shaun Gill          | BIZ Belize                          | 11,17           |                      |
| 7      | 8      | Scott Fiti          | FSM Estados Federados da Micronésia | 11,61           | Recorde da temporada |
| 8      | 7      | Ahmed Essabai       | LBA Líbia                           | 11,89           |                      |
| Fonte: | Fonte: | Fonte:              | Fonte:                              | Vento: +0,2 m/s | Vento: +0,2 m/s      |

#### Bateria 5
| Pos.   | Raia   | Atleta              | CON                                | Tempo           | Notas                |
| ------ | ------ | ------------------- | ---------------------------------- | --------------- | -------------------- |
| 1      | 3      | Naquille Harris     | SKN São Cristóvão e Neves          | 10,33           | Q                    |
| 2      | 2      | Lalu Muhammad Zohri | INA Indonésia                      | 10,35           | Q                    |
| 3      | 4      | Fodé Sissoko        | MLI Mali                           | 10,66           |                      |
| 4      | 7      | Joseph Green        | GUM Guam                           | 10,85           | Recorde da temporada |
| 5      | 6      | Winzar Kakiouea     | NRU Nauru                          | 11,15           |                      |
| 6      | 9      | Remigio Santander   | GEQ Guiné Equatorial               | 11,65           | Recorde da temporada |
| 7      | 8      | Maleselo Fukofuka   | TGA Tonga                          | 12,11           | Recorde pessoal      |
| —      | 5      | Dominique Mulamba   | COD República Democrática do Congo | 10,54 DQ        | q, SB                |
| Fonte: | Fonte: | Fonte:              | Fonte:                             | Vento: -0,4 m/s | Vento: -0,4 m/s      |

Em 11 de agosto de 2024, Mulamba recebeu uma suspensão provisória por ter testado positivo para uma substância proibida em um exame anti-dopping e foi desqualificado dos 100 m masculinos de acordo com a Regra Antidoping 10.1.

#### Bateria 6
| Pos.   | Raia   | Atleta                      | CON            | Tempo           | Notas                |
| ------ | ------ | --------------------------- | -------------- | --------------- | -------------------- |
| 1      | 2      | Arturo Deliser              | PAN Panamá     | 10,34           | Q                    |
| 2      | 4      | Dylan Sicobo                | SEY Seicheles  | 10,51           | Q                    |
| 3      | 5      | Wissy Hoye                  | GAB Gabão      | 10,59           |                      |
| 4      | 7      | Jalen Lisse                 | SUR Suriname   | 10,64           | Recorde pessoal      |
| 5      | 3      | Beppe Grillo                | MLT Malta      | 10,69           |                      |
| 6      | 8      | Imranur Rahman              | BAN Bangladesh | 10,73 (0,727)   | Recorde da temporada |
| 7      | 6      | Waisake Tewa                | FIJ Fiji       | 10,73 (0,729)   | Recorde da temporada |
| 8      | 9      | Muhd Noor Firdaus Ar-Rasyid | BRU Brunei     | 10,86           | Recorde da temporada |
| Fonte: | Fonte: | Fonte:                      | Fonte:         | Vento: +0,3 m/s | Vento: +0,3 m/s      |

### Primeira rodada
A primeira rodada foi realizada em 3 de agosto, começando às 11:55 (UTC+2) da manhã.

#### Bateria 1
| Pos.   | Raia   | Atleta              | CON              | Tempo           | Notas           |
| ------ | ------ | ------------------- | ---------------- | --------------- | --------------- |
| 1      | 5      | Kishane Thompson    | JAM Jamaica      | 10,00           | Q               |
| 2      | 6      | Benjamin Azamati    | GHA Gana         | 10,08           | Q               |
| 3      | 1      | Reynaldo Espinosa   | CUB Cuba         | 10,11           | Q               |
| 4      | 2      | Felipe Bardi        | BRA Brasil       | 10,18           |                 |
| 5      | 9      | Akihiro Higashida   | JPN Japão        | 10,19           |                 |
| 6      | 3      | Lalu Muhammad Zohri | INA Indonésia    | 10,26           |                 |
| 7      | 8      | Kayhan Özer         | TUR Turquia      | 10,34           |                 |
| 8      | 7      | Sibusiso Matsenjwa  | SWZ Essuatíni    | 10,39           |                 |
| —      | 4      | Jeremiah Azu        | GBR Grã-Bretanha | DQ              | TR 16.8         |
| Fonte: | Fonte: | Fonte:              | Fonte:           | Vento: +0,6 m/s | Vento: +0,6 m/s |

#### Bateria 2
| Pos.   | Raia   | Atleta             | CON                   | Tempo           | Notas           |
| ------ | ------ | ------------------ | --------------------- | --------------- | --------------- |
| 1      | 2      | Ferdinand Omanyala | KEN Quênia            | 10,08           | Q               |
| 2      | 1      | Chituru Ali        | ITA Itália            | 10,12           | Q               |
| 3      | 7      | Joshua Hartmann    | GER Alemanha          | 10,16           | Q               |
| 4      | 4      | Joshua Azzopardi   | AUS Austrália         | 10,20           |                 |
| 5      | 6      | Devin Augustine    | TTO Trinidad e Tobago | 10,31           |                 |
| 6      | 9      | Erik Cardoso       | BRA Brasil            | 10,35 (0,344)   |                 |
| 7      | 3      | Arturo Deliser     | PAN Panamá            | 10,35 (0,347)   |                 |
| 8      | 5      | Jhonny Rentería    | COL Colômbia          | 10,38           |                 |
| 9      | 8      | Muhd Azeem Fahmi   | MAS Malásia           | 10,45           |                 |
| Fonte: | Fonte: | Fonte:             | Fonte:                | Vento: +0,2 m/s | Vento: +0,2 m/s |

#### Bateria 3
| Pos.   | Raia   | Atleta               | CON                       | Tempo           | Notas           |
| ------ | ------ | -------------------- | ------------------------- | --------------- | --------------- |
| 1      | 3      | Louie Hinchliffe     | GBR Grã-Bretanha          | 9,98            | Q               |
| 2      | 6      | Noah Lyles           | USA Estados Unidos        | 10,04           | Q               |
| 3      | 4      | Shaun Maswanganyi    | RSA África do Sul         | 10,06           | Q               |
| 4      | 7      | Xie Zhenye           | CHN China                 | 10,16           |                 |
| 5      | 5      | Owen Ansah           | GER Alemanha              | 10,22           |                 |
| 6      | 8      | Ali Anwar Al-Balushi | OMA Omã                   | 10,26           |                 |
| 7      | 1      | Naquille Harris      | SKN São Cristóvão e Neves | 10,38           |                 |
| 8      | 2      | Markus Fuchs         | AUT Áustria               | 10,59           |                 |
| 9      | 9      | Dylan Sicobo         | SEY Seicheles             | 10,62           |                 |
| Fonte: | Fonte: | Fonte:               | Fonte:                    | Vento: -0,2 m/s | Vento: -0,2 m/s |

#### Bateria 4
| Pos.   | Raia   | Atleta                 | CON           | Tempo          | Notas          |
| ------ | ------ | ---------------------- | ------------- | -------------- | -------------- |
| 1      | 6      | Oblique Seville        | JAM Jamaica   | 9,99           | Q              |
| 2      | 4      | Abdul Hakim Sani Brown | JPN Japão     | 10,02          | Q              |
| 3      | 2      | Puripol Boonson        | THA Tailândia | 10,13          | Q              |
| 4      | 3      | Favour Ashe            | NGR Nigéria   | 10,16          | q              |
| 5      | 5      | Duan Asemota           | CAN Canadá    | 10,17          |                |
| 6      | 7      | Terrence Jones         | BAH Bahamas   | 10,31          |                |
| 7      | 1      | Marcos Santos          | ANG Angola    | 10,40          |                |
| 8      | 8      | Franko Burraj          | ALB Albânia   | 10,66          |                |
| 9      | 9      | Oliwer Wdowik          | POL Polônia   | 11,53          |                |
| Fonte: | Fonte: | Fonte:                 | Fonte:        | Vento: 0,0 m/s | Vento: 0,0 m/s |

#### Bateria 5
| Pos.   | Raia   | Atleta               | CON               | Tempo           | Notas                |
| ------ | ------ | -------------------- | ----------------- | --------------- | -------------------- |
| 1      | 2      | Kayinsola Ajayi      | NGR Nigéria       | 10,02           | Q                    |
| 2      | 4      | Marcell Jacobs       | ITA Itália        | 10,05           | Q                    |
| 3      | 5      | Abdul-Rasheed Saminu | GHA Gana          | 10,06 (0,053)   | Q                    |
| 4      | 6      | Benjamin Richardson  | RSA África do Sul | 10,06 (0,060)   | q                    |
| 5      | 1      | Hassan Taftian       | IRI Irã           | 10,18           | Recorde da temporada |
| 6      | 3      | Davonte Howell       | CAY Ilhas Cayman  | 10,24 (0,232)   |                      |
| 7      | 9      | Henrik Larsson       | SWE Suécia        | 10,24 (0,232)   |                      |
| 8      | 7      | Paulo André Camilo   | BRA Brasil        | 10,46           |                      |
| —      | 8      | Marc Brian Louis     | SGP Singapura     | DNS             |                      |
| Fonte: | Fonte: | Fonte:               | Fonte:            | Vento: -0,3 m/s | Vento: -0,3 m/s      |

#### Bateria 6
| Pos.   | Raia   | Atleta            | CON                          | Tempo           | Notas           |
| ------ | ------ | ----------------- | ---------------------------- | --------------- | --------------- |
| 1      | 5      | Akani Simbine     | RSA África do Sul            | 10,03           | Q               |
| 2      | 3      | Ackeem Blake      | JAM Jamaica                  | 10,06           | Q               |
| 3      | 4      | Rikkoi Brathwaite | IVB Ilhas Virgens Britânicas | 10,13           | Q               |
| 4      | 1      | Ebrahima Camara   | GAM Gâmbia                   | 10,21           |                 |
| 5      | 2      | Wanya McCoy       | BAH Bahamas                  | 10,24           |                 |
| 6      | 8      | Rohan Browning    | AUS Austrália                | 10.29           | =               |
| 7      | 9      | Simon Hansen      | DEN Dinamarca                | 10,39           |                 |
| 8      | 6      | Emanuel Archibald | GUY Guiana                   | 10,40           |                 |
| 9      | 7      | Hachim Maaroufou  | COM Comores                  | 10,52           |                 |
| Fonte: | Fonte: | Fonte:            | Fonte:                       | Vento: -1,1 m/s | Vento: -1,1 m/s |

#### Bateria 7
| Pos.   | Raia   | Atleta              | CON                      | Tempo           | Notas           |
| ------ | ------ | ------------------- | ------------------------ | --------------- | --------------- |
| 1      | 2      | Kenny Bednarek      | USA Estados Unidos       | 9,97            | Q               |
| 2      | 1      | Emmanuel Eseme      | CMR Camarões             | 9,98            | Q,              |
| 3      | 5      | Andre De Grasse     | CAN Canadá               | 10,07           | Q               |
| 4      | 4      | Emmanuel Matadi     | LBR Libéria              | 10,08           | q               |
| 5      | 6      | Ryuichiro Sakai     | JPN Japão                | 10,17           |                 |
| 6      | 3      | Noa Bibi            | MRI Maurício             | 10,19           |                 |
| 7      | 7      | Ronal Longa         | COL Colômbia             | 10,29           | =               |
| 8      | 8      | José González       | DOM República Dominicana | 10,40           |                 |
| 9      | 9      | Taha Hussein Yaseen | IRQ Iraque               | 10,50           | Recorde pessoal |
| Fonte: | Fonte: | Fonte:              | Fonte:                   | Vento: +0,3 m/s | Vento: +0,3 m/s |

#### Bateria 8
| Pos.   | Raia   | Atleta             | CON                                | Tempo           | Notas           |
| ------ | ------ | ------------------ | ---------------------------------- | --------------- | --------------- |
| 1      | 5      | Fred Kerley        | USA Estados Unidos                 | 9,97            | Q               |
| 2      | 2      | Letsile Tebogo     | BOT Botsuana                       | 10,01           | Q               |
| 3      | 4      | Zharnel Hughes     | GBR Grã-Bretanha                   | 10,03           | Q               |
| 4      | 3      | Cejhae Greene      | ANT Antígua e Barbuda              | 10,17           |                 |
| 5      | 1      | Christopher Borzor | HAI Haiti                          | 10,28           |                 |
| 6      | 6      | Arthur Cisse       | CIV Costa do Marfim                | 10,31           |                 |
| 8      | 9      | Dorian Keletela    | EOR Equipe Olímpica de Refugiados  | 10,58           |                 |
| —      | 7      | Aaron Brown        | CAN Canadá                         | DQ              | TR 16.8         |
| —      | 8      | Dominique Mulamba  | COD República Democrática do Congo | 10,53 DQ        | SB              |
| Fonte: | Fonte: | Fonte:             | Fonte:                             | Vento: +0,2 m/s | Vento: +0,2 m/s |

### Semifinais
As semifinais foram realizadas em 4 de agosto, começando às 20:05 (UTC+2) à noite.

#### Bateria 1
| Pos.   | Raia   | Atleta            | CON                          | Tempo           | Notas                |
| ------ | ------ | ----------------- | ---------------------------- | --------------- | -------------------- |
| 1      | 6      | Oblique Seville   | JAM Jamaica                  | 9,81            | Q,                   |
| 2      | 4      | Noah Lyles        | USA Estados Unidos           | 9,83            | Q                    |
| 3      | 5      | Louie Hinchliffe  | GBR Grã-Bretanha             | 9,97            |                      |
| 4      | 7      | Emmanuel Eseme    | CMR Camarões                 | 10,00           |                      |
| 5      | 9      | Shaun Maswanganyi | RSA África do Sul            | 10,02           | Recorde da temporada |
| 6      | 1      | Favor Ashe        | NGR Nigéria                  | 10,08           |                      |
| 7      | 8      | Chituru Ali       | ITA Itália                   | 10,14           |                      |
| 8      | 2      | Rikkoi Brathwaite | IVB Ilhas Virgens Britânicas | 10,15           |                      |
| 9      | 3      | Benjamin Azamati  | GHA Gana                     | 10,17           |                      |
| Fonte: | Fonte: | Fonte:            | Fonte:                       | Vento: +0,7 m/s | Vento: +0,7 m/s      |

#### Bateria 2
| Pos.   | Raia   | Atleta            | CON                | Tempo          | Notas          |
| ------ | ------ | ----------------- | ------------------ | -------------- | -------------- |
| 1      | 5      | Akani Simbine     | RSA África do Sul  | 9,87           | Q              |
| 2      | 4      | Letsile Tebogo    | BOT Botsuana       | 9,91           | Q              |
| 3      | 8      | Marcell Jacobs    | ITA Itália         | 9,92           | q,             |
| 4      | 7      | Kenny Bednarek    | USA Estados Unidos | 9,93           | q              |
| 5      | 3      | Ackeem Blake      | JAM Jamaica        | 10,06          |                |
| 6      | 6      | Kayinsola Ajayi   | NGR Nigéria        | 10,13          |                |
| 7      | 9      | Joshua Hartmann   | GER Alemanha       | 10,16          |                |
| 8      | 2      | Emmanuel Matadi   | LBR Libéria        | 10,18          |                |
| 9      | 1      | Reynaldo Espinosa | CUB Cuba           | 10,21          |                |
| Fonte: | Fonte: | Fonte:            | Fonte:             | Vento: 0,0 m/s | Vento: 0,0 m/s |

#### Bateria 3
| Pos.   | Raia   | Atleta                 | CON                | Tempo           | Notas                |
| ------ | ------ | ---------------------- | ------------------ | --------------- | -------------------- |
| 1      | 4      | Kishane Thompson       | JAM Jamaica        | 9,80            | Q                    |
| 2      | 7      | Fred Kerley            | USA Estados Unidos | 9,84            | Q                    |
| 3      | 9      | Benjamin Richardson    | RSA África do Sul  | 9,95            |                      |
| 4      | 5      | Abdul Hakim Sani Brown | JPN Japão          | 9,96            | Recorde pessoal      |
| 5      | 2      | Andre De Grasse        | CAN Canadá         | 9,98            | Recorde da temporada |
| 6      | 3      | Zharnel Hughes         | GBR Grã-Bretanha   | 10,01           |                      |
| 7      | 8      | Abdul-Rasheed Saminu   | GHA Gana           | 10,05           |                      |
| 8      | 6      | Ferdinand Omanyala     | KEN Quênia         | 10,08           |                      |
| 9      | 1      | Puripol Boonson        | THA Tailândia      | 10,14           |                      |
| Fonte: | Fonte: | Fonte:                 | Fonte:             | Vento: +0,5 m/s | Vento: +0,5 m/s      |

### Final
A final foi realizada em 4 de agosto, começando às 21:50 (UTC+2) da noite.
| Pos.   | Raia   | Atleta           | CON                | Tempo           | Notas                |
| ------ | ------ | ---------------- | ------------------ | --------------- | -------------------- |
| 1      | 7      | Noah Lyles       | USA Estados Unidos | 9,79 (9,784)    | Recorde pessoal      |
| 2      | 4      | Kishane Thompson | JAM Jamaica        | 9,79 (9,789)    |                      |
| 3      | 3      | Fred Kerley      | USA Estados Unidos | 9,81            | Recorde da temporada |
| 4      | 5      | Akani Simbine    | RSA África do Sul  | 9,82            | Recorde nacional     |
| 5      | 9      | Marcell Jacobs   | ITA Itália         | 9,85            | Recorde da temporada |
| 6      | 8      | Letsile Tebogo   | BOT Botsuana       | 9,86            | Recorde nacional     |
| 7      | 2      | Kenny Bednarek   | USA Estados Unidos | 9,88            |                      |
| 8      | 6      | Oblique Seville  | JAM Jamaica        | 9,91            |                      |
| Fonte: | Fonte: | Fonte:           | Fonte:             | Vento: +1,0 m/s | Vento: +1,0 m/s      |

Legenda
| Recorde mundial      | Recorde mundial (World record)               |                       | Recorde africano                      | Recorde africano (African) |                                           | Q | Classificado por posição (Qualified) |
| Recorde olímpico     | Recorde olímpico (Olympic record)            | Recorde da América    | Recorde da América (Americas)         | q                          | Classificado por melhor tempo (Qualified) |   |                                      |
| Melhor marca do ano  | Melhor marca do ano (World leading)          | Recorde asiático      | Recorde asiático (Asian)              | DNS                        | Não largou (Did not start)                |   |                                      |
| Recorde nacional     | Recorde nacional (National record)           | Recorde europeu       | Recorde europeu (European)            | DNF                        | Não terminou (Did not finish)             |   |                                      |
| Recorde pessoal      | Recorde pessoal do atleta (Personal best)    | Recorde da Oceania    | Recorde da Oceania (Oceania)          | DSQ / DQ                   | Desclassificado (Disqualified)            |   |                                      |
| Recorde da temporada | Recorde da temporada do atleta (Season best) | Recorde sul-americano | Recorde sul-americano (South America) | NM                         | Sem marca (No mark)                       |   |                                      |